# Spinturnix plecotina
Espèce
Synonymes
- Spinturnix plecotinus (Koch, 1839)

Spinturnix plecotina, ou S. plecotinus, est une espèce d'acariens de la famille des Spinturnicidae, ectoparasite de chauves-souris.

## Hôtes
Parmi les hôtes connus, on recense le Grand Rhinolophe (Rhinolophus ferrumequinum), le Murin à moustaches (Myotis mystacinus), le Murin de Brandt (M. brandtii), le Murin de Natterer (Myotis nattereri), le Murin de Daubenton (Myotis daubentonii), la Sérotine de Nilsson (Eptesicus nilssonii), la Noctule commune (Nyctalus noctula), la Barbastelle d'Asie (Barbastella leucomelas), l'Oreillard roux (Plecotus auritus), l'Oreillard gris (Plecotus austriacus), l'Oreillard de Tenerife (Plecotus teneriffae) et l'Oreillard montagnard (Plecotus macrobullaris).